# Читта-делла-П'єве
Читта-делла-П'єве (італ. Città della Pieve) — муніципалітет в Італії, у регіоні Умбрія,  провінція Перуджа.
Читта-делла-П'єве розташована на відстані близько 125 км на північ від Рима, 36 км на південний захід від Перуджі.
Населення — 7765 осіб (2014).

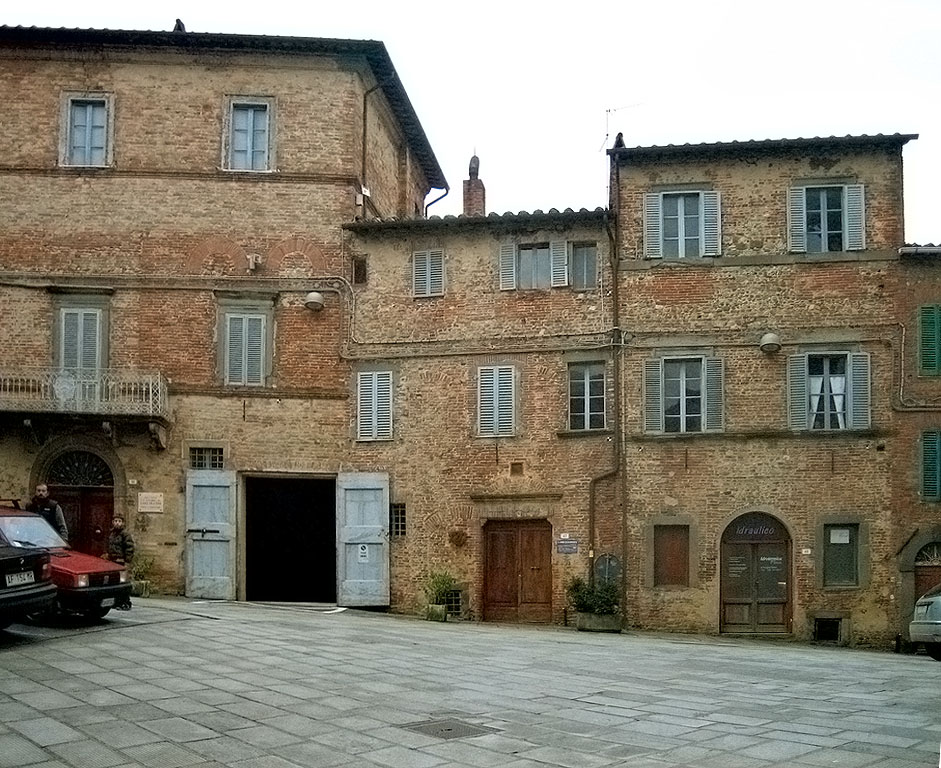

Щорічний фестиваль відбувається 19 червня. Покровителі — святі Гервасій та Протасій.

## Демографія
Населення за роками:

Станом на 1 січня 2023 року в муніципалітеті офіційно проживали 732 іноземці з 56 країн, серед них 289 громадян країн Євросоюзу та 13 громадян України.

## Сусідні муніципалітети
- Аллерона
- Кастільйоне-дель-Лаго
- Четона
- К'юзі
- Фабро
- Монтелеоне-д'Орв'єто
- Пачіано
- П'єгаро
- Сан-Кашано-дей-Баньї